# Dana Vespoli
Dana Vespoli est une actrice et réalisatrice américaine de films pornographiques née le 22 septembre 1972 à San Francisco en Californie.

## Biographie
Dana Vespoli est d'origine irlandaise et thaïe. Elle étudie la littérature à l'université Mills College. Elle est classée parmi "The Top 50 Hottest Asian Porn Stars of All Time" par le magazine Complex.
Dana a eu trois enfants avec Manuel Ferrara. Ils sont divorcés depuis 2012.
En 2015, elle joue dans la série The Turning: A Lesbian Horror Story de Bree Mills.

## Distinctions
Récompenses
- 2007 : Adam film World Guide Award : Directrix Of The Year
- 2013 : NightMoves Award : Best Director – Non-Parody (Editor’s Choice)

Nominations
- 2005 : AVN Award : Best New Starlet
- XRCO Award : Best Cumback
- 2014 : AVN Awards - DV Productions 6 nominations
- 2014 : XBIZ Award 3 nominations

## Filmographie

### Actrice
- 2003 : Asian Street Hookers 34
- 2003 : Assficianado 5
- 2003 : Barefoot Confidential 28
- 2003 : Big Butt Brotha Lovers 1
- 2003 : Callgirls Undercover 2
- 2003 : Candy's Cock Show
- 2003 : Cockless 26
- 2003 : Crack Her Jack 2
- 2003 : Cum Filled Throats 5
- 2003 : Dayton's Naughty Comeback
- 2003 : Deep Inside Sunset Thomas
- 2003 : Deep Throat This 15
- 2003 : Erotica XXX 4
- 2003 : Flash Flood 7
- 2003 : Foot Traffic 10
- 2003 : Grand Theft Anal 3
- 2003 : Gypsy Woman
- 2003 : Hot Showers 15
- 2003 : I Love 'em Natural 1
- 2003 : Jack's Playground 7
- 2003 : Jodie Moore Explains The Universe
- 2003 : Lesbian Swirl Fest 1
- 2003 : Lights, Cameron, Action
- 2003 : Love And Bullets
- 2003 : More Dirty Debutantes 261
- 2003 : More Dirty Debutantes 263
- 2003 : New Wave Latinas 1
- 2003 : No Swallowing Allowed 1
- 2003 : Rapid Fire 7
- 2003 : Reality Teens Gone Crazy 1
- 2003 : Sakura Tales 4
- 2003 : Slutwoman's Revenge
- 2003 : Sole Man 1
- 2003 : Sopornos 5
- 2003 : Specs Appeal 16
- 2003 : Teen Power 5
- 2003 : Terminally Blonde
- 2003 : There's Something About Jack 30
- 2003 : Tight and Asian 3
- 2003 : Tongue in Cheeks
- 2003 : Up And Cummers 121
- 2003 : Where The Girls Sweat 8
- 2003 : Young Latin Girls 7
- 2004 : 2 on 1 17
- 2004 : 3 Pete
- 2004 : A2M 4
- 2004 : American Sex
- 2004 : Anal Driller 3
- 2004 : Analgeddon 1
- 2004 : Art Of Anal 2
- 2004 : Ass Cream Pies 5
- 2004 : Ass Driven 2
- 2004 : Ass Obsessed 2
- 2004 : Ass Slaves 2
- 2004 : ATM Machine 4
- 2004 : Azz Fest 3
- 2004 : Bangladesh Booty 1
- 2004 : Bikini Blowjobs
- 2004 : Blue Angels 1: The Second Coming
- 2004 : Blue Angels 2
- 2004 : Chapter X
- 2004 : Chica Boom 25
- 2004 : Cream Pie Initiations 1
- 2004 : Cumstains 3
- 2004 : Dawn of the Debutantes 23
- 2004 : Drop Sex 2
- 2004 : Early Entries 3
- 2004 : Erocktavision 2: West Coast Women
- 2004 : Evil Vault 1
- 2004 : Fresh New Faces 4
- 2004 : Fresh Porn Babes 4
- 2004 : Fresh Pussy
- 2004 : From Her Ass to Her Mouth
- 2004 : Fuck My Ass -n- Make Me Cum 1
- 2004 : Gangbang Auditions 13
- 2004 : Girls Night Out In Tijuana
- 2004 : Hell Or Bust
- 2004 : Intensitivity 1
- 2004 : Interracial Cum Swappers
- 2004 : Itty Bitty Titty Runaways
- 2004 : Jennifer Luv AKA Filthy Whore
- 2004 : Latin Booty Talk 1
- 2004 : Legal Tender 2
- 2004 : Lessons In Lust 4
- 2004 : Lethal Injections 1
- 2004 : Liquid Gold 9
- 2004 : Lusting Teens
- 2004 : Me Luv U Long Time 6
- 2004 : Oral Sensations 9
- 2004 : Passion of the Ass 1
- 2004 : Private Xtreme 14: Anal Love Stories
- 2004 : Room for Rent
- 2004 : Scene Study
- 2004 : Service Animals 16
- 2004 : Sinful Asians 3
- 2004 : Sole Man
- 2004 : Sweet Cheeks 5
- 2004 : Tough Love 2
- 2004 : Ultimate Asses 3
- 2004 : Woman's World
- 2005 : Anal Xcess 2
- 2005 : Belladonna: Fetish Fanatic 2
- 2005 : Blow Me 2
- 2005 : Blow Me Sandwich 8
- 2005 : Butt Licking Anal Whores 1
- 2005 : Chulitas Frescas
- 2005 : Dani Woodward and Friends
- 2005 : Erocktavision 5: Girls Night In
- 2005 : Frank Wank POV 6
- 2005 : Gag on This 1
- 2005 : Gutter Mouths 29
- 2005 : Honey We Blew Up Your Pussy 7
- 2005 : Hottest Bitches In Porn
- 2005 : Hustler XXX 29
- 2005 : Latin Hellcats 1
- 2005 : Les' Be Friends
- 2005 : Peter North's POV 10
- 2005 : Real Life Whores 1
- 2005 : Rogue Adventures 27
- 2005 : Stone Cold 2
- 2005 : Voyeur 30
- 2006 : 18 and Fresh 4
- 2006 : A List 1
- 2006 : Asians 3
- 2006 : Ass Breeder 3
- 2006 : Assploitations 6
- 2006 : Asstravaganza 2
- 2006 : Big Ass Party 2
- 2006 : Big Cocks In Her Little Box 2
- 2006 : Black Vice
- 2006 : Blow Me 6
- 2006 : Blow Pop 1
- 2006 : Bomb Ass White Booty 5
- 2006 : Brazilian Letters
- 2006 : Bring Your A Game 1
- 2006 : Cock Starved 1
- 2006 : Cock Starved 2
- 2006 : Cock Starved 3
- 2006 : Crush: Lipstick Lovers
- 2006 : Desperate Mothers and Wives 4
- 2006 : Dirt Bags 1
- 2006 : Dirty Little Stories 1
- 2006 : Filth And Fury 1
- 2006 : Fuckey Fuckey My Asian Ass
- 2006 : Fucking Hostile 1
- 2006 : Hellcats 10
- 2006 : I Can't Believe I Took The Whole Thing 5
- 2006 : I Love Naomi
- 2006 : I Love Rita
- 2006 : Love Between The Cheeks
- 2006 : Motorcross DP
- 2006 : Naked and Famous
- 2006 : Pink Ink
- 2006 : Romantic Rectal Reaming 1
- 2006 : Sack Lunch 2
- 2006 : Sex On The Beach
- 2006 : Shut Up And Fuck My A Hole
- 2006 : Squirt on My Black Cock 2
- 2006 : Suck It Dry 2
- 2006 : Trantastic
- 2006 : Watch Me Cum 2
- 2006 : Wet Dreams Cum True 5
- 2006 : What An Ass 2
- 2006 : White Girlz 1
- 2006 : White Guy's POV 3
- 2006 : X-Cheerleaders Gone Fuckin' Nuts 2
- 2007 : All Star Party Poopers
- 2007 : Booty I Like 4
- 2007 : Climactic Tales
- 2007 : Face Sprayers 2
- 2007 : Fantasy All Stars 4
- 2007 : Manuel Ferrara Fucks Them All
- 2007 : Sinners 1
- 2007 : Starlet Hardcore 2
- 2007 : Swallowing Anal Whores 3
- 2007 : X Cuts: Tight Sexy Butts
- 2008 : Anal Bandits 5
- 2008 : Apprentass 8
- 2008 : Ass Traffic
- 2008 : Butt Buffet 3
- 2008 : Erocktavision 8: Toys Over Boys
- 2008 : Geyser Girls
- 2008 : Hang Over Cure
- 2008 : I Love Big Butts
- 2008 : I Love Penny
- 2008 : Interracial Booty Patrol 5
- 2008 : Latina Cum Dumpsters
- 2008 : Latina Mommasitas
- 2008 : Load Warriors 1
- 2008 : My First Big Cock
- 2008 : Our Car Broke Down
- 2008 : Pacific Rim 2
- 2008 : She's Cumming 2
- 2008 : Slut Angels 2
- 2009 : Alyssa Wants New Knockers
- 2009 : Asian Stravaganza 2
- 2009 : Big Ass She Male All Stars 6: Girls With She Males
- 2009 : Blown Away 2
- 2009 : Cummin on the Lambo
- 2009 : Hot Anal Imports
- 2009 : Hot Tub Love
- 2009 : Invading Asia
- 2009 : Job Hunting
- 2009 : Naked House Keepers
- 2009 : Only Chix's Around
- 2009 : Passing Time Titty Slapping
- 2009 : Poke Me Big Daddy 2
- 2009 : Sexual Healing
- 2009 : She Male Penetrations
- 2010 : Notorious S.L.U.T.
- 2010 : Power Munch 4
- 2010 : Power Munch 5
- 2010 : Riot Grrrls 2
- 2010 : Sweet Nasty Pleasures 3
- 2010 : What's Up Your Ass
- 2011 : Celeste Star's The Teen Hunter
- 2011 : Extreme Anal
- 2011 : Itty Bitty Titty Committee
- 2011 : Lesbian Ass Worship 1 (II)
- 2011 : Lesbian Boob Worship
- 2011 : Naughty and Naked
- 2011 : North Pole 80
- 2012 : Asian Anal Addiction
- 2012 : Asian Fuck Faces 2
- 2012 : Attack of the MILFs 15
- 2012 : Big Ass Anal Wreckage 2
- 2012 : Cum Fart Cocktails 9
- 2012 : Dana Vespoli is Back
- 2012 : Evil Anal 15
- 2012 : Girl Eat Girl
- 2012 : Her Lover's Son
- 2012 : Hitchhiking Lesbians 1
- 2012 : Lesbian Adventures: Strap-On Specialists 5
- 2012 : Lesbian Adventures: Wet Panties Trib 3
- 2012 : Lesbian Analingus 1
- 2012 : Lesbian Ass Worship 2
- 2012 : Lesbian Guidance Counselor
- 2012 : Lesbian Hitchhiker 5
- 2012 : Lesbian Masseuse 1
- 2012 : Lesbian Masseuse 2
- 2012 : Lesbian Office Seductions 7
- 2012 : Lesbian Truth or Dare 7
- 2012 : Lesbians Love Strap-Ons 1
- 2012 : Lesbians Love Strap-Ons: The Housemother
- 2012 : Love Hurts 1
- 2012 : Love Hurts 2
- 2012 : Massive Oil Asses
- 2012 : MILF Soup 25
- 2012 : MILF's Tale 3
- 2012 : My Daughter's Boyfriend 7
- 2012 : Sinn Sage's A-Cup Lesbians
- 2012 : Slammin' Girls
- 2012 : Slutty and Sluttier 17
- 2012 : Strap On Desires
- 2013 : Adult Insider 10
- 2013 : Avengers vs. X-Men XXX: An Axel Braun Parody
- 2013 : Back in Black
- 2013 : Best of Gangbang Auditions 5
- 2013 : Borders Of Desire
- 2013 : Descent
- 2013 : Dirty Movie
- 2013 : Everything Butt 32091
- 2013 : Evil Anal 17
- 2013 : Evil Anal 19
- 2013 : Fluid
- 2013 : Forsaken
- 2013 : Fucking Machines 27770
- 2013 : Girl/Boy
- 2013 : Girls In Heat
- 2013 : Girls Kissing Girls 12
- 2013 : Hot and Mean 9
- 2013 : Hot Body Ink
- 2013 : Lesbian Adventures: Older Women Younger Girls 3
- 2013 : Lesbian Anal POV 1
- 2013 : Lesbian Anal POV 2
- 2013 : Lesbian Anal POV 3
- 2013 : Lesbian Analingus 2
- 2013 : Lesbian Babysitters 9
- 2013 : Lesbian Beauties 10: Latinas
- 2013 : Lesbian Beauties 9: Asian Beauties
- 2013 : Lesbian Doms and Subs 2
- 2013 : Lesbian Slumber Party 3: Girls Volleyball Team
- 2013 : Mothers And Sons 2
- 2013 : My Girlfriend's Mother 4
- 2013 : My Naughty Massage 3
- 2013 : POV Boy-Toy: Strap Adventures
- 2013 : Roommates 2
- 2013 : She's Come Undone
- 2013 : This Ain't Homeland XXX
- 2013 : Ventura Streetwalkers
- 2014 : Dana Vespoli's Real Sex Diary
- 2014 : DP My Wife With Me 4
- 2014 : Femdom Ass Massacre: Extreme Humiliation
- 2014 : Fluid 2
- 2014 : Forbidden Affairs 3: The Stepdaughter
- 2014 : Fur Trade
- 2014 : Girls Kissing Girls 16
- 2014 : Hollywood Babylon
- 2014 : James Deen's 7 Sins: Pride
- 2014 : James Deen's Sex Tapes: Porn Stars
- 2014 : Lesbian Adventures: Older Women Younger Girls 4
- 2014 : Lesbian Adventures: Older Women Younger Girls 5
- 2014 : Lesbian Adventures: Older Women Younger Girls 6
- 2014 : Lesbian Adventures: Strap-On Specialists 7
- 2014 : Lesbian Anal POV 4: MILF Edition
- 2014 : Lesbian Anal POV 5
- 2014 : Lesbian Analingus 4
- 2014 : Lesbian Babysitters 11
- 2014 : Lesbian Beauties 12: Interracial
- 2014 : Lesbian Extreme
- 2014 : Lesbian Public Sex Fetish
- 2014 : Lesbian Pussy Worship
- 2014 : Lesbians In Charge 3
- 2014 : MILF Gape 3
- 2014 : MILF Soup 32
- 2014 : Moms Who Like To Suck 2
- 2014 : Mother Lovers Society 10
- 2014 : Mother Lovers Society 12
- 2014 : My Evil Stepmom Fucked My Ass
- 2014 : Peter North's Best Popshots 2
- 2014 : Pornoromance 2
- 2014 : Raven Haired Hotties
- 2014 : Rocco's Perfect Slaves 4: American Edition
- 2014 : Slutty and Sluttier 21
- 2014 : Slutty Girls Love Rocco 7
- 2014 : There's A Diesel In My Ass
- 2014 : TS, I Love You
- 2014 : Twisted Lesbian Anal Spit Play
- 2014 : Uh Oh, That's My Cheerio
- 2015 : Brazzers Meanest Lesbians
- 2015 : Dana Vespoli's Real Sex Diary 2
- 2015 : Evil Angels: Lisa Ann
- 2015 : Fluid 3
- 2015 : Glenn King's Maneaters 4
- 2015 : Lesbian Adventures: Wet Panties Trib 7
- 2015 : Lesbian Analingus 6
- 2015 : Lesbian Public Sex Fetish 2
- 2015 : Lesbian Stepsisters 2
- 2015 : My Evil Stepson
- 2015 : The Turning: A Lesbian Horror Story
- 2016 : Lesbian Adventures: Strap-On Specialists 10
- 2017 : Lesbian Adventures: Strap-On Specialists 11
- 2017 : Girls Kissing Girls 20
- 2017 : Girls Kissing Girls 21
- 2018 : Adoration
- 2018 : Brandi Loves Milfs
- 2018 : Lesbian Adventures: Strap-On Specialist 14

### Productrice
- 2006 : Cock Starved 1
- 2006 : Cock Starved 2
- 2006 : Cock Starved 3
- 2006 : Dirty Little Stories 1
- 2006 : Filth And Fury 1
- 2006 : Filth And Fury 2
- 2007 : Dirty Little Stories 2
- 2007 : Filth And Fury 3
- 2007 : Trouble With Girls
- 2009 : Brats N' Braces
- 2009 : I Love Lindsey
- 2011 : Celeste Star's The Teen Hunter
- 2011 : Lesbian Ass Worship 1 (II)
- 2011 : Lesbian Boob Worship
- 2012 : Allie Haze Loves Girls
- 2012 : Cum Fart Cocktails 9
- 2012 : Dana Vespoli is Back
- 2012 : Girls Kissing Girls 11
- 2012 : Lesbian Adventures: Older Women Younger Girls 2
- 2012 : Lesbian Adventures: Strap-On Specialists 5
- 2012 : Lesbian Adventures: Wet Panties Trib 3
- 2012 : Lesbian Analingus 1
- 2012 : Lesbian Ass Worship 2
- 2012 : Lesbian Babysitters 8
- 2012 : Lesbian Beauties 8: Interracial
- 2012 : Lesbian Hitchhiker 5
- 2012 : Lesbian Truth or Dare 8
- 2012 : Love Hurts 1
- 2012 : Love Hurts 2
- 2012 : Slammin' Girls
- 2013 : Back in Black
- 2013 : Borders Of Desire
- 2013 : Dani Loves Girls
- 2013 : Descent
- 2013 : Fluid
- 2013 : Forsaken
- 2013 : Girl/Boy
- 2013 : Girls Kissing Girls 12
- 2013 : Girls Kissing Girls 13
- 2013 : Lesbian Adventures: Older Women Younger Girls 3
- 2013 : Lesbian Adventures: Wet Panties Trib 4
- 2013 : Lesbian Adventures: Wet Panties Trib 5
- 2013 : Lesbian Anal POV 1
- 2013 : Lesbian Anal POV 2
- 2013 : Lesbian Anal POV 3
- 2013 : Lesbian Analingus 2
- 2013 : Lesbian Analingus 3
- 2013 : Lesbian Babysitters 9
- 2013 : Lesbian Beauties 10: Latinas
- 2013 : Lesbian Beauties 9: Asian Beauties
- 2013 : Lesbian Hitchhiker 7
- 2013 : Lesbian Office Seductions 8
- 2013 : Lesbians in Charge 2
- 2013 : Mother Lovers Society 9
- 2013 : POV Boy-Toy: Strap Adventures
- 2013 : She's Come Undone
- 2013 : Tombois 2
- 2014 : Dana Vespoli's Real Sex Diary
- 2014 : Femdom Ass Massacre: Extreme Humiliation
- 2014 : Fluid 2
- 2014 : Girls Kissing Girls 14
- 2014 : Girls Kissing Girls 16
- 2014 : Hollywood Babylon
- 2014 : Jessie Loves Girls
- 2014 : Lesbian Adventures: Older Women Younger Girls 4
- 2014 : Lesbian Adventures: Older Women Younger Girls 5
- 2014 : Lesbian Adventures: Older Women Younger Girls 6
- 2014 : Lesbian Adventures: Strap-On Specialists 6
- 2014 : Lesbian Adventures: Strap-On Specialists 7
- 2014 : Lesbian Anal POV 4: MILF Edition
- 2014 : Lesbian Anal POV 5
- 2014 : Lesbian Analingus 4
- 2014 : Lesbian Analingus 5
- 2014 : Lesbian Babysitters 11
- 2014 : Lesbian Beauties 11: All Black Beauties
- 2014 : Lesbian Beauties 12: Interracial
- 2014 : Lesbian Extreme
- 2014 : Lesbian Public Sex Fetish
- 2014 : Lesbian Pussy Worship
- 2014 : Lesbian Stepsisters
- 2014 : Lesbians In Charge 3
- 2014 : Lexi Belle Loves Girls
- 2014 : Mother Lovers Society 10
- 2014 : Mother Lovers Society 12
- 2014 : My Evil Stepmom Fucked My Ass
- 2014 : Prison Lesbians
- 2014 : Tombois 3
- 2014 : TS, I Love You
- 2014 : Twisted Lesbian Anal Spit Play
- 2015 : Dana Vespoli's Real Sex Diary 2
- 2015 : Fluid 3
- 2015 : Girls Kissing Girls 17
- 2015 : Girls Kissing Girls 18
- 2015 : Lesbian Adventures: Wet Panties Trib 7
- 2015 : Lesbian Adventures: Strap-On Specialists 8
- 2015 : Lesbian Adventures: Strap-On Specialists 9
- 2015 : Lesbian Analingus 6
- 2015 : Lesbian Public Sex Fetish 2
- 2015 : Lesbian Stepsisters 2
- 2015 : Mia Loves Girls
- 2015 : My Evil Stepson
- 2015 : Lesbian Adventures: Older Women et Younger Girls 7
- 2015 : Lesbian Adventures: Older Women et Younger Girls 8
- 2016 : Lesbian Adventures: Older Women et Younger Girls 9
- 2016 : Lesbian Adventures: Older Women et Younger Girls 10
- 2016 : Lesbian Adventures: Strap-On Specialists 10
- 2017 : Girls Kissing Girls 20
- 2017 : Girls Kissing Girls 21
- 2018 : Lesbian Adventures: Older Women et Younger Girls 12
- 2018 : Lesbian Adventures: Strap-On Specialist 14
- 2018 : Lesbian Massage Volume 3